# بازگشت به آینده
بازگشت به آینده (انگلیسی: Back to the Future) فیلم علمی تخیلی آمریکایی ۱۹۸۵ به کارگردانی رابرت زمکیس و نویسندگی زمکیس و باب گیل است. مایکل جی. فاکس، کریستوفر لوید، لی تامپسون، کریسپین گلاور، و توماس ویلسون از بازیگران فیلم هستند. در پنجاه و هشتمین دوره جوایز اسکار این فیلم در چهار بخش نامزد دریافت جایزه گردید که در نهایت برنده جایزه اسکار بهترین میکس صدا شد .

## توسعه
گیل و زمکیس ایدهٔ بازگشت به آینده را در ۱۹۸۰ مطرح کردند. پس از شکست‌های تعاملی متعدد، آن‌ها برای ساخت یک فیلم موفق ناامید بودند. این پروژه بیش از ۴۰ بار توسط استودیوهای مختلف رد شد زیرا برای رقابت با کمدی‌های موفق آن زمان به اندازه کافی مناسب نبود. به‌دنبال موفقیت زمکیس در کارگردانی عشق‌بازی با سنگ (۱۹۸۴)، قرارداد ساخت فیلم با یونیورسال پیکچرز بسته شد. فاکس انتخاب نخست برای به تصویر کشیدن مارتی بود اما به جای آن اریک استولتس انتخاب شد. مدت کوتاهی پس از آغاز فیلم‌برداری اصلی در نوامبر ۱۹۸۴، زمکیس تشخیص داد که استولتس برای این نقش مناسب نیست و امتیازات لازم را برای استخدام فاکس انجام داد، که شامل فیلمبرداری مجدد صحنه‌هایی که قبلاً با استولتس فیلمبرداری شده بود می‌شد و ۴ میلیون دلار به بودجهٔ فیلم اضافه کرد. بازگشت به آینده در کالیفرنیا و اطراف آن و نیز در مجموعه‌های استودیو یونیورسال فیلم‌برداری شد. فیلم‌برداری آوریل بعد به پایان رسید.
به‌دنبال اکران‌های آزمایشی بسیار موفق، تاریخ اکران به جلوتر یعنی ۳ ژوئیهٔ ۱۹۸۵ انداخته شد که در سینما در طول شلوغ‌ترین دورهٔ سال سینمایی به بازگشت به آینده مقدار بیشتری زمان در اکران داده می‌شد. این تغییر منجر به برنامه‌ریزی شتاب‌زده در مراحل پس از تولید و برخی از جلوه‌های ویژه ناکامل شد. بازگشت به آینده موفقیتی تجاری و هنری بود و با فروش ۳۸۱٫۱ میلیون دلار تبدیل به پرفروش‌ترین فیلم ۱۹۸۵ در سراسر جهان شد. منتقدان داستان، عناصر طنز و بازیگران—به‌ویژه فاکس، لوید، تامپسون و گلاور—را ستایش کردند. این فیلم نامزد دریافت جوایز متعددی شد و یک جایزهٔ اسکار و یک جایزهٔ هوگو نیز کسب کرد. ترانه تم آن، «قدرت عشق» از هیوی لوئیس اند د نیوز نیز از لحاظ تجاری موفق بود.
بازگشت به آینده از آن زمان تا به امروز محبوبیت زیادی پیدا کرده‌است و از سوی منتقدان و تماشاگران به عنوان یکی از بهترین فیلم‌های علمی-تخیلی و یکی از بهترین فیلم‌های ساخته‌شده در تاریخ شناخته می‌شود. در سال ۲۰۰۷، کتابخانه کنگره ایالات متحده این فیلم را برای نگه‌داری در فهرست ملی ثبت فیلم انتخاب کرد. این فیلم با دو دنباله، بازگشت به آینده قسمت ۲ (۱۹۸۹) و بازگشت به آینده قسمت ۳ (۱۹۹۰) ادامه یافت. استودیو یونیورسال با تشویق طرفداران متعهد فیلم و تأثیر آن بر فرهنگ عامه، یک فرنچایز چندرسانه‌ای از فیلم راه‌اندازی کرد که شامل بازی‌های ویدیویی، پارک تفریحی، یک مجموعه تلویزیونی انیمیشنی و یک موزیکال استیجی می‌شود. محبوبیت همیشگی آن باعث شده‌است تا کتاب‌های متعددی دربارهٔ تولید، مستندها و آگهی‌های تجاری آن منتشر شود.

## داستان
فیلم داستان یک پسر نوجوان به نام مارتی مک‌فلای (مایکل جی. فاکس)را روایت می‌کند که به صورت تصادفی در زمان سفر می‌کند و از سال ۱۹۸۵ به ۱۹۵۵ منتقل می‌ شود و...

## بازیگران
- مایکل جی. فاکس در نقش مارتی مک‌فلای، دانش آموز دبیرستان و نوازنده‌ای مشتاق
- کریستوفر لوید در نقش دکتر امت براون، یک دانشمند عجیب و غریب که با سفر در زمان آزمایش می‌کند
- لی تامپسون در نقش لورین بینس-مک فلای، نوجوانی در سال ۱۹۵۵ که به مادر بی‌قواره و الکلی مارتی تبدیل می‌شود
- کریسپین گلاور در نقش جورج مک‌فلای، دبیرستانی کم معاشرت در سال ۱۹۵۵ که به پدر ترسو و مطیع مارتی تبدیل می‌شود
- توماس ویلسون در نقش بیف تنن، یک قلدر دبیرستانی در سال ۱۹۵۵ که رئیس جورج مک‌فلای ۱۹۸۵ شد
- جیمز تولکان در نقش مدیر دبیرستان هیل ولی استریکلند در سالهای ۱۹۵۵ و ۱۹۸۵